# Ranunculus glabricaulis
Ranunculus glabricaulis là một loài thực vật có hoa trong họ Mao lương. Loài này được (Hand.-Mazz.) L. Liou miêu tả khoa học đầu tiên năm 1980.